# فرآیندهای بادی

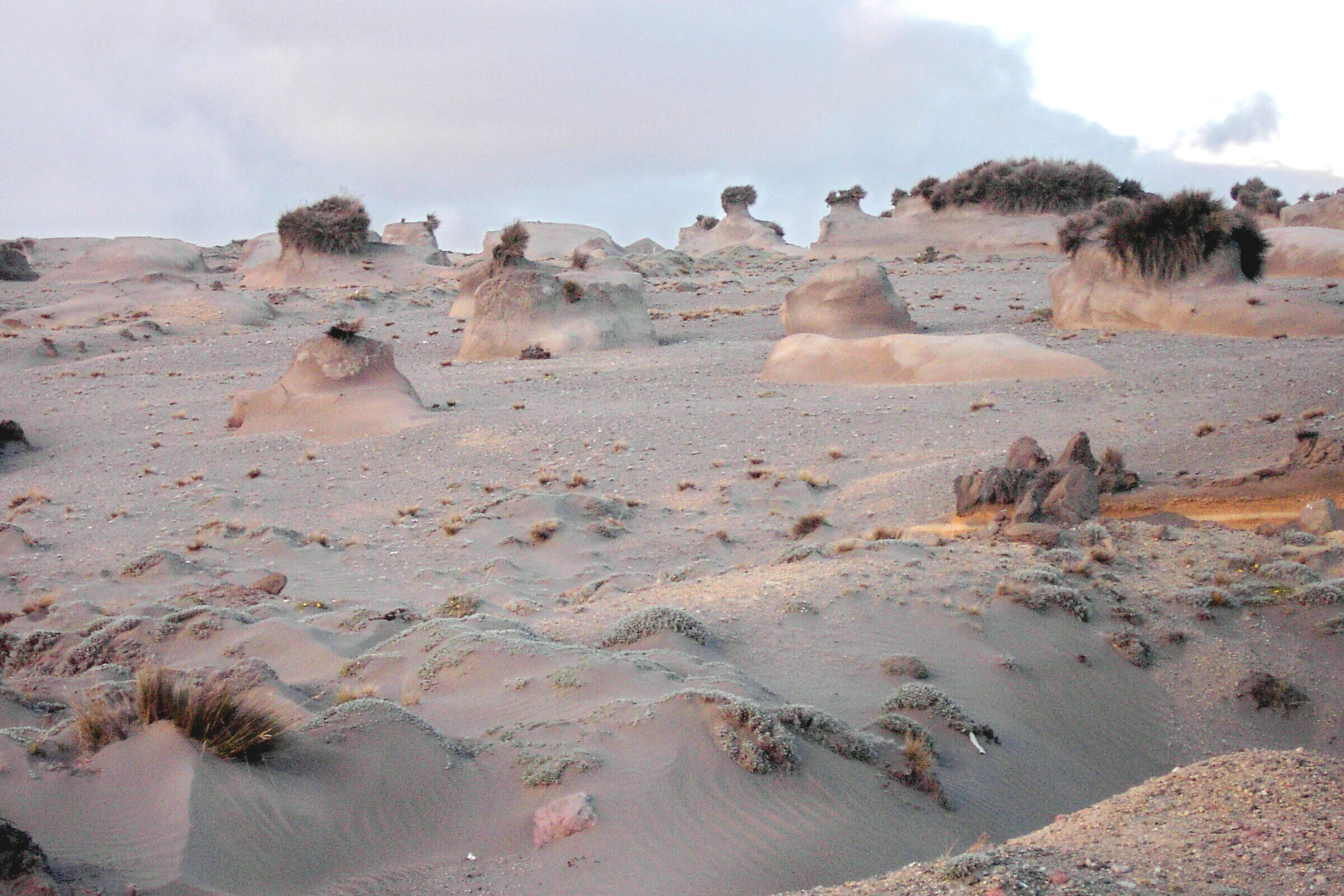
فرسایش بادی خاک در پای چیمبورازو، اکوادور

فرآیندهای بادی (به انگلیسی: Aeolian processes) که بادزدگی (Aeolian) نیز نوشته می‌شود، به فعالیت باد در مطالعه زمین‌شناسی و آب و هوا و به‌طور خاص به توانایی باد در شکل‌دادن به سطح زمین (یا سیاره‌ها دیگر) مربوط می‌شود. بادها ممکن است مواد را فرسایش، جابجا و ته‌نشین کنند و در مناطقی با پوشش گیاهی کم، کمبود رطوبت خاک و ذخیره زیاد رسوبات تجمیع‌نشده، عوامل مؤثری هستند. اگرچه آب یک نیروی فرسایشی بسیار قوی‌تر از باد است، فرآیندهای بادی در محیط‌های خشک مانند بیابان‌ها مهم هستند.
این اصطلاح از نام خدای یونانی آیولوس، نگهبان بادها گرفته شده‌است.

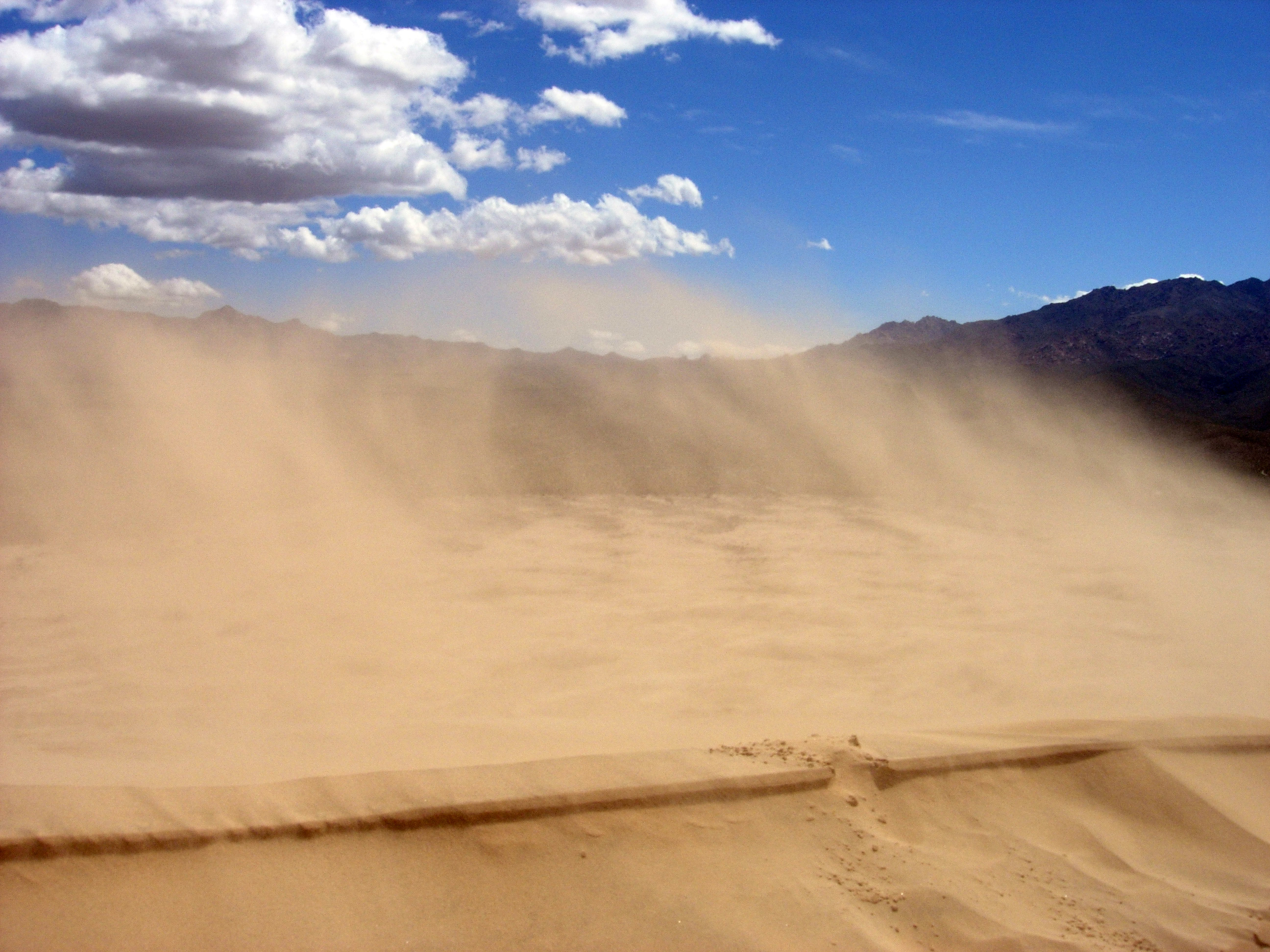
شن و ماسه در حال وزش از تاج یک تپه در تپه‌های شنی کلسو در صحرای موهاوی، کالیفرنیا